# Benetton Rugby Treviso 2006-2007

## Super 102006-07

### Stagione regolare
| Incontro                           | Andata | Ritorno |
| ---------------------------------- | ------ | ------- |
| Benetton Treviso — Petrarca        | 14-13  | 11-27   |
| Rovigo — Benetton Treviso          | 13-26  | 14-28   |
| Benetton Treviso — Parma           | 36-15  | 19-25   |
| Calvisano — Benetton Treviso       | 25-16  | 12-18   |
| Benetton Treviso — L’Aquila        | 34-6   | 26-9    |
| Viadana — Benetton Treviso         | 9-15   | 44-15   |
| Benetton Treviso — Capitolina      | 17-11  | 45-18   |
| Benetton Treviso — GRAN Parma      | 38-21  | 24-24   |
| Amatori Catania — Benetton Treviso | 0-41   | 19-41   |

#### Risultati della stagione regolare
| Posizione | G  | V  | N | P | PF  | PS  | DP   | B | Pt |
| --------- | -- | -- | - | - | --- | --- | ---- | - | -- |
| 1ª        | 18 | 14 | 1 | 3 | 495 | 276 | +219 | 9 | 67 |

### Fase finale
| Turno | Incontro                    | Andata | Ritorno |
| ----- | --------------------------- | ------ | ------- |
| SF    | Petrarca — Benetton Treviso | 20-18  | 5-20    |
| F     | Benetton Treviso — Viadana  | 28-24  | 28-24   |

## Coppa Italia 2006-07

### Prima fase
| Incontro                           | Risultato |
| ---------------------------------- | --------- |
| Capitolina — Benetton Treviso      | 31-14     |
| Benetton Treviso — Amatori Catania | 48-5      |
| Viadana — Benetton Treviso         | 26-13     |
| Benetton Treviso — GRAN Parma      | 41-20     |

#### Risultati della prima fase
| Posizione | G | V | N | P | PF  | PS | DP  | B | Pt |
| --------- | - | - | - | - | --- | -- | --- | - | -- |
| 3ª        | 4 | 2 | 0 | 2 | 116 | 82 | +34 | 2 | 10 |

## Supercoppa italiana 2006
| Incontro                 | Risultato |
| ------------------------ | --------- |
| Benetton Treviso — Parma | 26-12     |

## Heineken Cup 2006-07

### Prima fase
| Incontro                        | Andata | Ritorno |
| ------------------------------- | ------ | ------- |
| Benetton Treviso — Perpignano   | 10-25  | 25-45   |
| Castres — Benetton Treviso      | 41-22  | 40-21   |
| London Wasps — Benetton Treviso | 55-0   | 71-5    |

#### Risultati della prima fase
| Posizione | G | V | N | P | PF | PS  | DP   | B | Pt |
| --------- | - | - | - | - | -- | --- | ---- | - | -- |
| 4ª        | 6 | 0 | 0 | 6 | 83 | 227 | -194 | 0 | 0  |

## Verdetti
- Benetton Treviso campione d'Italia.
- Benetton Treviso vincitore della Supercoppa italiana.
- Benetton Treviso qualificato alla Heineken Cup 2007-08.
- Benetton Treviso qualificato alla Supercoppa italiana 2007.